# José Medina
Pour les articles homonymes, voir Medina.
Medina  Andrade est un nom espagnol. Le premier nom de famille, en général paternel, est Medina ; le second, en général maternel, souvent omis, est Andrade.
José Alfredo Medina Andrade (né le 13 août 1973) est un coureur cycliste chilien. Actif dans les années 1990 et 2000, il a notamment été champion panaméricain du contre-la-montre en 2002. Il a représenté le Chili aux Jeux olympiques à deux reprises : sur piste en 1996 à Atlanta et sur route en 2000 à Sydney.
En février 2011, il est contrôlé positif au stanozolol durant le Tour du Chili, en même temps que le vainqueur de cette course Marco Arriagada et Alfredo Lucero. Il est suspendu pour quatre ans, soit jusqu'en février 2015,,.

## Palmarès
- 1997
  - Vuelta por un Chile Líder
- 1998
  - Grand Prix d'Antibes
  - 2e du Grand Prix de Peymeinade
- 1999
  - 1re étape du Tour Nivernais Morvan
  - Bourg-Hauteville-Bourg
  - Tour de Franche-Comté
  - 2e du Grand Prix de Peymeinade
  - 3e du Circuit boussaquin
  - 3e de Paris-Laon
- 2000
  - Grand Prix de Vougy
  - 4e étape du Circuit de Saône-et-Loire
  - 2e du Tour de Franche-Comté
  - 3e du Tour du Chili
- 2001
  - Paris-Troyes
  - Prix des Coteaux d'Aix
  - Grand Prix du Faucigny
  - 2e du Tour du Chablais
- 2002
  -  Champion panaméricain du contre-la-montre
  - 5ea étape du Tour de Tarragone (contre-la-montre)
  - Tarbes-Sauveterre
  -  Médaillé d'argent du contre-la-montre aux Jeux sud-américains
  - 2e du Tour de Tarragone
  - 2e du Circuit des Ardennes
  - 2e de la Polymultipliée lyonnaise
  - 2e du Trophée des champions
  - 3e de Annemasse-Bellegarde et retour
- 2003
  - 3e étape du Tour de Zamora
  - 4ea et 9e étapes du Tour du Chili
  - 2e du Tour du Chili
  -  Médaillé de bronze de la course en ligne des Jeux panaméricains
  - 3e du championnat du Chili du contre-la-montre
- 2004
  - 1re étape de la Vuelta por un Chile Líder
  - 1re étape du Tour du Chili (contre-la-montre par équipes)
  - 2e du Tour du Chili
- 2005
  - 4eb étape du Tour de Marie-Galante
- 2006
  -  Médaillé de bronze du contre-la-montre aux Jeux sud-américains
  - 3e du championnat du Chili du contre-la-montre
- 2007
  -  Champion du Chili du contre-la-montre
- 2008
  - 2e du championnat du Chili du contre-la-montre
- 2009
  - 3e du championnat du Chili du contre-la-montre
- 2010
  - 3e du championnat du Chili du contre-la-montre

## Palmarès sur piste

### Jeux olympiques
- Atlanta 1996
  - 16e de la poursuite par équipes[4].

### Championnats du monde
- Bogota 1995
  - 37e de la poursuite individuelle[5]

### Championnats panaméricains
- Curicó 1994
  -  Médaillé de bronze de la poursuite par équipes.
- Puerto La Cruz 1996
  -  Médaillé d'argent de la poursuite par équipes (avec Luis Fernando Sepúlveda, Marco Arriagada et Marcelo Arriagada).
- Mexico 2009
  -  Médaillé d'argent de la poursuite par équipes.